# Saison 13 de Ninjago
Chronologie
Saison 12 Saison 14
Cet article présente le guide des épisodes de la treizième saison de la série Ninjago, elle se nomme Le Maître de la Montagne, Master of the Mountain en anglais.

## Épisodes

### Épisode 1:Shintaro
- États-Unis : 13 septembre 2020 sur Cartoon Network
- France : 23 octobre 2020 sur Okoo[1]

### Épisode 2:Dans les ténèbres
- États-Unis : 13 septembre 2020 sur Cartoon Network
- France : 23 octobre 2020 sur Okoo[1]

### Épisode 3:Mission Sauvetage
- États-Unis : 20 septembre 2020 sur Cartoon Network
- France : 23 octobre 2020 sur Okoo[1]

### Épisode 4:Les Deux Lames
- États-Unis : 20 septembre 2020 sur Cartoon Network
- France : 23 octobre 2020 sur Okoo[1]

### Épisode 5:La Reine des Munces
- États-Unis : 27 septembre 2020 sur Cartoon Network
- France : 23 octobre 2020 sur Okoo[1]

### Épisode 6:Le Procès du terrible Mino
- États-Unis : 27 septembre 2020 sur Cartoon Network
- France : 23 octobre 2020 sur Okoo[1]

### Épisode 7:Le Sorcier au crâne
- États-Unis : 4 octobre 2020 sur Cartoon Network
- France : 23 octobre 2020 sur Okoo[1]

### Épisode 8:Plus dure sera la chute
- États-Unis : 4 octobre 2020 sur Cartoon Network
- France : 23 octobre 2020 sur Okoo[1]

### Épisode 9:La Troupe d'aventuriers
- États-Unis : 11 octobre 2020 sur Cartoon Network
- France : 23 octobre 2020 sur Okoo[1]

### Épisode 10:À travers les souterrains
- États-Unis : 11 octobre 2020 sur Cartoon Network
- France : 23 octobre 2020 sur Okoo[1]

### Épisode 11:Grief-Bringer
- États-Unis : 18 octobre 2020 sur Cartoon Network
- France : 23 octobre 2020 sur Okoo[1]

### Épisode 12:Les maîtres n'abandonnent jamais
- États-Unis : 18 octobre 2020 sur Cartoon Network
- France : 23 octobre 2020 sur Okoo[1]

### Épisode 13:Les Heures sombres
- États-Unis : 25 octobre 2020 sur Cartoon Network
- France : 23 octobre 2020 sur Okoo[1]

### Épisode 14:La Remontée
- États-Unis : 25 octobre 2020 sur Cartoon Network
- France : 23 octobre 2020 sur Okoo[1]

### Épisode 15:Les Hauts-nis contre-attaquent!
- États-Unis : 25 octobre 2020 sur Cartoon Network
- France : 23 octobre 2020 sur Okoo[1]

### Épisode 16:Le Fils de Lilly
- États-Unis : 25 octobre 2020 sur Cartoon Network
- France : 23 octobre 2020 sur Okoo[1]